# Room on Fire
Room On Fire es el segundo álbum de la banda The Strokes. Publicado en 28 de octubre de 2003, incluyendo tres sencillos: «12:51», «Reptilia» y «The End Has No End».
El productor ganador del Grammy, Nigel Godrich (Radiohead, Travis, Beck), fue inicialmente establecido como productor de Room On Fire, pero The Strokes sintieron que él hizo sus canciones «carentes de alma», así que volvieron con su productor de Is This It, Gordon Raphael.
Room on Fire vendió más de 50.000 copias en su primera semana en Estados Unidos quedando en número 4 en la lista Billboard, para 2005 el álbum vendió más de 500.000 copias en Estados Unidos y fue certificado Oro, en Reino Unido vendió más de 300.000 copias y fue certificado platino. El álbum hasta la fecha ha logrado vender más de 3 millones de copias en todo el mundo.

## Lista de canciones
Todas compuestas por Julian Casablancas, excepto las especificadas.
| N.º   | Título                    | Escritor(es)                                            | Duración |  |
| 1.    | «What Ever Happened?»     |                                                         | 2:54     |  |
| 2.    | «Reptilia»                | Julian Casablancas, Albert Hammond Jr, Nikolai Fraiture | 3:41     |  |
| 3.    | «Automatic Stop»          | Julian Casablancas, Albert Hammond, Jr.                 | 3:26     |  |
| 4.    | «12:51»                   | Julian Casablancas, Nick Valensi                        | 2:33     |  |
| 5.    | «You Talk Way Too Much»   |                                                         | 3:04     |  |
| 6.    | «Between Love & Hate»     | Julian Casablancas                                      | 3:15     |  |
| 7.    | «Meet Me in the Bathroom» | Julian Casablancas, Nick Valensi                        | 2:57     |  |
| 8.    | «Under Control»           |                                                         | 3:06     |  |
| 9.    | «The Way It Is»           |                                                         | 2:22     |  |
| 10.   | «The End Has No End»      | Julian Casablancas, Nick Valensi                        | 3:07     |  |
| 11.   | «I Can't Win»             |                                                         | 2:34     |  |
| 33:05 |                           |                                                         |          |  |

La edición de Reino Unido invierte el orden de «The Way It Is» y «The End Has No End».

## Grabación
Inmediatamente después de la gira de su álbum debut Is This It, The Strokes regresaron al estudio. Contrataron al productor de Radiohead, Nigel Godrich, pero lo despidieron cuando su trabajo juntos, según la banda, resultó "desalmado". Godrich dijo sobre la colaboración fallida: "El problema era que yo y [el cantante Julian Casablancas] somos demasiado similares, ambos somos fanáticos del control. Él quería hacerlo a su manera, yo quería hacerlo a mi manera, y obviamente ese es el punto de que yo esté allí. Y estoy diciendo 'Bueno, ¿por qué estoy aquí si no estás preparado para intentar hacerlo de la manera que yo quiero?' Nos llevamos muy bien, fue una de esas cosas ridículas en las que simplemente no funciona. Quería que cambiaran y no lo hicieron".
Esas sesiones fueron finalmente descartadas y la banda regresó a su productor original, Gordon Raphael. The Strokes tenía exactamente solo tres meses de tiempo de estudio para grabar el álbum. El guitarrista Nick Valensi declaró que "el álbum habría terminado mucho mejor si hubiéramos tenido un par de semanas más".

## Recepción de la crítica
Si bien las reseñas del álbum fueron en su mayoría positivas, obteniendo un 77 sobre 100 en el sitio de agregación de reseñas Metacritic basado en 31 reseñas, el consenso general sobre el álbum fue que era demasiado similar a Is This It. Rob Mitchum de Pitchfork le dio al álbum un 8 sobre 10, pero afirmó que la banda "casi ha dado a luz a un gemelo idéntico". Una crítica positiva de Rolling Stone dijo que "los Strokes han resistido la tentación de pisar los frenos, crezcan y jueguen con un sonido que no necesita reparación, todavía". La revisión también indicó que "si quieres comodidad y claridad, definitivamente estás en la habitación equivocada. Este disco fue construído para la emoción y la velocidad". Dan Tallis de BBC Music le dio una crítica favorable y dijo: "Bandas deberían considerarse afortunados de alcanzar tales alturas solo una vez en sus carreras. Sin embargo, han hecho todo lo que podrían haber hecho. Han hecho Is This It, parte dos. Es más de lo mismo más extras. Y estoy más que feliz de conformarme con eso". Ben Thompson de The Observer le dio las cinco estrellas y dijo: "Este es un sentimiento que solo puede ser inspirado por personas que aprovechan al máximo una oportunidad para comunicarse: cortando toda la basura que los rodea para hacer una obra artística clara y memorable Y que los Strokes deberían haber logrado hacer tal cosa en esta etapa de sus carreras, es, creo, un logro de verdadera importancia ". Greg Milner de Spin le dio una puntuación de ocho sobre diez y dijo que su "similitud con su predecesor en última instancia revela una pureza de visión, no una escasez de nuevas ideas". Jenny Tatone de Neumu le dio una puntuación de nueve estrellas sobre diez y dijo: "Los Strokes no hacen la música con el sonido más original que jamás hayas escuchado, pero hacen algo que son solo los Strokes ". En su Guía del consumidor, Robert Christgau le dio al álbum una mención de honor de tres estrellas, mientras elige dos canciones del álbum ("Between Love and Hate" y "What Ever Happened?") diciendo simplemente "el narcisismo se repite".
Sin embargo, no todas las críticas fueron positivas. Raoul Hernández de The Austin Chronicle le dio al álbum una puntuación de dos estrellas sobre cinco. Iain Moffat de Playlouder le dio al álbum solo una estrella y dijo sobre los Strokes: "Hay poco del brillo del pop que brillaba a través de 'The Modern Age' y 'Last Nite' incluso cuando- como con 'You Talk Way Too Much '- están reescribiendo material antiguo, y la voz de Julian es, para ser franca, horrible, sonando incómoda de grabar y bastante complacientemente nasal ".
En 2013, Room On Fire figuraba en el puesto 360 de la lista de los 500 mejores álbumes de todos los tiempos de NME. En 2018, la BBC lo incluyó en su lista de "los álbumes aclamados que ya nadie escucha".

## Sencillos
| Año  | Información |
| ---- | --- |
| 2003 | «12:51» - Fecha de lanzamiento: 6 de octubre - Posición: #7 (UK Singles Chart) #15 (US Modern Rock)                 |
| 2004 | «Reptilia» - Fecha de lanzamiento: 9 de febrero - Posición: #17 (UK Singles Chart) #19 (US Modern Rock)             |
| 2004 | «The End Has No End» - Fecha de lanzamiento: 1 de noviembre - Posición: #27 (UK Singles Chart) #35 (US Modern Rock) |

## Créditos

### Músicos principales
- Julian Casablancas - Voz
- Albert Hammond, Jr. - Guitarra
- Nick Valensi - Guitarra
- Nikolai Fraiture - Bajo eléctrico
- Fabrizio Moretti - Batería

### Músicos adicionales
- Richard Martin - Batería

### Producción
- Gordon Raphael - Productor
- The Strokes - Arreglos
- William Kelly - Ingeniero de sonido
- Toshikazu Yoshioka - Ingeniero de sonido
- Greg Calbi - Masterización
- Steve Fallone - Masterización

### Diseño
- Peter Phillips - Diseño
- Colin Lane - Fotografía
- Brett Kilroe - Director artístico

- Datos: Q1753175